# Barthel-index
De Barthel-index is een invullijst die wordt gebruikt als meetinstrument om te bepalen in hoeverre iemand de algemene dagelijkse levensverrichtingen (ADL) zelfstandig kan uitvoeren (en dus indirect hoeveel hulp hij daarbij nodig heeft).
Deze lijst vindt toepassing bij het bepalen in hoeverre iemand zorg nodig heeft. Er zijn verschillende versies van de lijst: een beknopte die loopt van 0 tot 20 punten en een iets uitgebreidere waarbij de score op een schaal van 0 tot 100 loopt. De vragen zijn overigens dezelfde maar de waardering van de antwoorden geschiedt in beide gevallen volgens een ander schema.
De schaal is in de oorspronkelijke vorm in 1965 gepubliceerd door D. Barthel en F. Mahoney en vertaald in het Nederlands en gevalideerd door de Haan. De lijst bestaat uit 10 punten: darm, blaas, uiterlijke verzorging, toiletgebruik, eten, transfers (bed-stoel en omgekeerd), mobiliteit, aan- en uitkleden, trappen lopen en baden/douchen. Het is een vrij grof meetinstrument waarbij lichtere beperkingen er vaak niet uit komen.
Er zijn ook andere meetmethoden zoals de ADL-schaal van Katz

## Onderdelen
| Vaardigheid (item)                             | Aantal punten |
| ---------------------------------------------- | ------------- |
| Eten en drinken                                | 0, 5, 10      |
| douchen, baden                                 | 0, 5          |
| lichaamsverzorging                             | 0, 5          |
| Aan- en uitkleden                              | 0, 5, 10      |
| controle uitwerpselen                          | 0, 5, 10      |
| controle urine                                 | 0, 5, 10      |
| Transfer bed/ stoel                            | 0, 5, 10, 15  |
| mobiliteit (zelfstandig lopen/ rolstoelrijden) | 0, 5, 10, 15  |
| Traplopen                                      | 0, 5, 10      |